# Премия «Локус» за лучший роман
Премия «Локус» за лучший роман (англ. Locus Award Novel) присуждавшаяся журналом Локус. Награды присуждались за работы, опубликованные в предыдущем календарном году.
Премия за лучший роман была представлена в 1971 году и существовала до 1979 года. Начиная с 1980 года награда была разделена на две премии — за лучший научно-фантастический роман и лучший роман в жанре фэнтези.

## Лауреаты
| Год  | Лауреат                                            |
| ---- | -------------------------------------------------- |
| 1971 | Мир-кольцо, Ларри Нивен                            |
| 1972 | Резец небесный, Урсула Ле Гуин                     |
| 1973 | Сами боги, Айзек Азимов                            |
| 1974 | Свидание с Рамой, Артур Кларк                      |
| 1975 | Обделённые, Урсула Ле Гуин                         |
| 1976 | Бесконечная война, Джо Холдеман                    |
| 1977 | Где допоздна так сладко пели птицы, Кейт Вильгельм |
| 1978 | Врата, Фредерик Пол                                |
| 1979 | Змей сновидений, Вонда Макинтайр                   |